# Johan Lammerts
Johan Lammerts, nacido el 2 de octubre de  1960 en Bergen op Zoom, es un ex-ciclista holandés, profesional de 1982 a 1992.

## Palmarés
1982
- 1 etapa de la Carrera de la Paz

1984
- Vuelta a los Países Bajos
- Tour de Flandes

1985
- 1 etapa del Tour de Francia

1988
- 1 etapa de la Vuelta a Gran Bretaña

1989
- 1 etapa de la Vuelta a los Valles Mineros
- 2º en el Campeonato de los Países Bajos en Ruta

1990
- 1 etapa del Tour de Irlanda

1991
- 1 etapa de la Vuelta a México

## Resultados en las grandes vueltas
| Carrera         | 1982 | 1983 | 1984 | 1985 | 1986 | 1987  | 1988  | 1989  | 1990  | 1991 | 1992  |
| --------------- | ---- | ---- | ---- | ---- | ---- | ----- | ----- | ----- | ----- | ---- | ----- |
| Giro de Italia  | -    | -    | -    | -    | 70.º | 120.º | 105.º | 136.º | 159.º | -    | 134.º |
| Tour de Francia | -    | 72.º | -    | 75.º | -    | -     | 130.º | 123.º | -     | -    | -     |
| Vuelta a España | -    | -    | -    | -    | -    | -     | -     | -     | -     | -    | -     |